# إيمرسون (مغني)
إيمرسون أميدو بوكاري (بالإنجليزية: Emmerson Amidu Bockarie)‏، وُلد 23 ديسمبر 1980 المعروف أكثر باسم إيمرسون، هو مغني وكاتب أغاني من سيراليون في نوع الأفروبوب. تُروّج أغانيه للتغيير الاجتماعي، وقد نال شهرة في وطنه سيراليون بسبب موضوعاته السياسية التي تركز على الفساد في الحكومة. يغني إيمرسون بالكرِيو والإنجليزية.

## الحياة والمهنية
وُلد بوكاري في كينيما، سيراليون. ترك دراسة هندسة الحاسوب في جامعة نيجالا ليبدأ مسيرته الفنية في مجال الموسيقى. كانت أول إصداراته الموسيقية عبارة عن شريط مزيج بعنوان Bodyguard Compilation, Volume One (2002)، والذي تضمن الأغنية المنفردة "Yu Go See Am". وقدمت فيلما "في" ريتشاردز الأصوات في ألبومه الاستوديو الأول Borbor Bele، الذي صدر في أكتوبر 2004. كانت المواضيع الرئيسية للألبوم تتعلق بالمؤسسات الحكوم الفسادة والأيديولوجيات والثقافات التي تدعمها.
الأغنية الرئيسية في الألبوم "Borbor Bele"، التي تعني "الولد ذو البطن المنتفخ"، هي واحدة من أغاني إيمرسون الاحتجاجية ضد الفساد، والتي عبرت عن الغضب والإحباط الذي شعر به السيرياليونيون تجاه حكامهم وقادتهم. تحدثت "Borbor Bele" عن العديد من الأسباب التي تجعل الحزب الحاكم، حزب سيراليون الشعبي، يجب أن يخسر لصالح حزب الشعب كافة في الانتخابات العامة لسيراليون عام 2007.
تتضمن ألبومات إيمرسون اللاحقة 2 Fut Arata (2007)، Yesterday Betteh Pass Tiday (2010)، Rise (2012)، Kokobeh (2013)، Home and Away (2014)، و Survivor (2016). في مايو 2017، أصدر الأغنية المنفردة "Love Me". ومن بين أغانيه المنفردة السابقة "Telescope" (2015) و "Tutu Party".